# Balesmes-sur-Marne
Balesmes-sur-Marne és un municipi francès situat al departament de l'Alt Marne i a la regió del Gran Est. L'any 2007 tenia 264 habitants.

## Demografia

### Població
El 2007 la població de fet de Balesmes-sur-Marne era de 264 persones. Hi havia 106 famílies de les quals 24 eren unipersonals (12 homes vivint sols i 12 dones vivint soles), 33 parelles sense fills, 41 parelles amb fills i 8 famílies monoparentals amb fills.
La població ha evolucionat segons el següent gràfic:
Habitants censats

### Habitatges
El 2007 hi havia 126 habitatges, 105 eren l'habitatge principal de la família, 2 eren segones residències i 19 estaven desocupats. 124 eren cases i 2 eren apartaments. Dels 105 habitatges principals, 93 estaven ocupats pels seus propietaris i 12 estaven llogats i ocupats pels llogaters; 6 tenien dues cambres, 16 en tenien tres, 25 en tenien quatre i 57 en tenien cinc o més. 83 habitatges disposaven pel capbaix d'una plaça de pàrquing. A 41 habitatges hi havia un automòbil i a 58 n'hi havia dos o més.

### Piràmide de població
La piràmide de població per edats i sexe el 2009 era:
| Homes | Edats   | Dones |
| ----- | ------- | ----- |
| 0     | 95 o +  | 0     |
| 0     | 90 a 94 | 8     |
| 0     | 85 a 89 | 0     |
| 0     | 80 a 84 | 0     |
| 0     | 75 a 79 | 0     |
| 20    | 70 a 74 | 12    |
| 8     | 65 a 69 | 4     |
| 0     | 60 a 64 | 8     |
| 8     | 55 a 59 | 0     |
| 12    | 50 a 54 | 12    |
| 4     | 45 a 49 | 4     |
| 4     | 40 a 44 | 4     |
| 24    | 35 a 39 | 20    |
| 12    | 30 a 34 | 12    |
| 0     | 25 a 29 | 4     |
| 4     | 20 a 24 | 0     |
| 4     | 15 a 19 | 8     |
| 12    | 10 a 14 | 20    |
| 8     | 5 a 9   | 8     |
| 8     | 0 a 4   | 4     |

## Economia
El 2007 la població en edat de treballar era de 174 persones, 127 eren actives i 47 eren inactives. De les 127 persones actives 120 estaven ocupades (71 homes i 49 dones) i 7 estaven aturades (3 homes i 4 dones). De les 47 persones inactives 17 estaven jubilades, 19 estaven estudiant i 11 estaven classificades com a «altres inactius».

### Ingressos
El 2009 a Balesmes-sur-Marne hi havia 112 unitats fiscals que integraven 266 persones, la mediana anual d'ingressos fiscals per persona era de 18.882 €.

### Activitats econòmiques
Dels 6 establiments que hi havia el 2007, 1 era d'una empresa de construcció, 2 d'empreses de transport, 1 d'una empresa de serveis i 2 d'empreses classificades com a «altres activitats de serveis».
L'únic servei als particulars que hi havia el 2009 era un saló de bellesa.
L'any 2000 a Balesmes-sur-Marne hi havia 17 explotacions agrícoles que ocupaven un total de 2.024 hectàrees.

## Equipaments sanitaris i escolars
El 2009 hi havia una escola elemental integrada dins d'un grup escolar amb les comunes properes formant una escola dispersa.

## Poblacions més properes
El següent diagrama mostra les poblacions més properes.